# Gare d'Aoste
La gare d'Aoste (en italien : Stazione di Aosta) est la principale gare de chemins de fer d'Aoste, capitale de la région autonome Vallée d'Aoste. Elle se situe dans le centre-ville, et constitue le nœud de rencontre entre la ligne de chemin de fer Chivasso - Aoste (vers le réseau ferré italien) et la ligne Aoste - Pré-Saint-Didier, vers le Valdigne (haute Vallée d'Aoste, vers Courmayeur).

## Situation ferroviaire
Établie à 600 m d'altitude, la gare d'Aoste est l'aboutissement au point kilométrique (PK) 98,619 de la ligne de Chivasso à Aoste, après la gare ouverte de Nus, s'intercalent la gare fermée de Quart. Elle est également l'origine, au PK 0,000, de la ligne d'Aoste à Pré-Saint-Didier, avant la gare d'Aoste-Institut.

## Histoire
La gare terminus d'Aoste est mise en service le 4 juillet 1886, lors de l'ouverture de l'exploitation du dernier tronçon, de Donnas à Aoste, de la ligne de Chivasso à Aoste.
Elle devient une gare de passage en 1928, avec l'ouverture de la ligne, à vocation minière, d'Aoste à Pré-Saint-Didier.
Jusqu'en 2001-2002, la gare est gérée en collaboration avec les militaires du génie ferroviaire.
À la fin des années 2000, l'intérieur du bâtiment voyageurs est réaménagé et des panneaux lumineux indiquant les destinations et les horaires aux quais et dans la gare ont été installés dans le cadre du projet Cento stazioni (Cent gares) de la société italienne des chemins de fer (Trenitalia).
La gare restera fermée de 2024 à 2026 dans le cadre de l'électrification de la ligne de chemin de fer.

## Service des voyageurs

### Accueil
C'est une gare qui dispose d'un bâtiment voyageurs avec guichets, salles d'attente et toilettes. Elle est équipée d'automates pour l'achat de titres de transport. Dans le bâtiment plusieurs commerces sont installés : kiosque de presse, buffet avec bar et restaurant, et un tabac. Un édifice mineur, adjacent au principal, constitue le siège de la police ferroviaire.
Un passage souterrain permet la traversée des voies et l'accès aux quais.

### Desserte
Aoste est desservie par des trains régionaux Trenitalia

### Intermodalité
Un parking (payant) pour les véhicules et une station de taxis y sont aménagés.
La gare d'Aoste se trouve sur la place Innocent Manzetti, qui constitue le point de départ de la majorité des lignes urbaines des bus aostois. Près de la place de la gare se situe le parking Georges Carrel, gare routière d'Aoste, point de départ des lignes d'autocars de la société SAVDA.

Installations et desserte
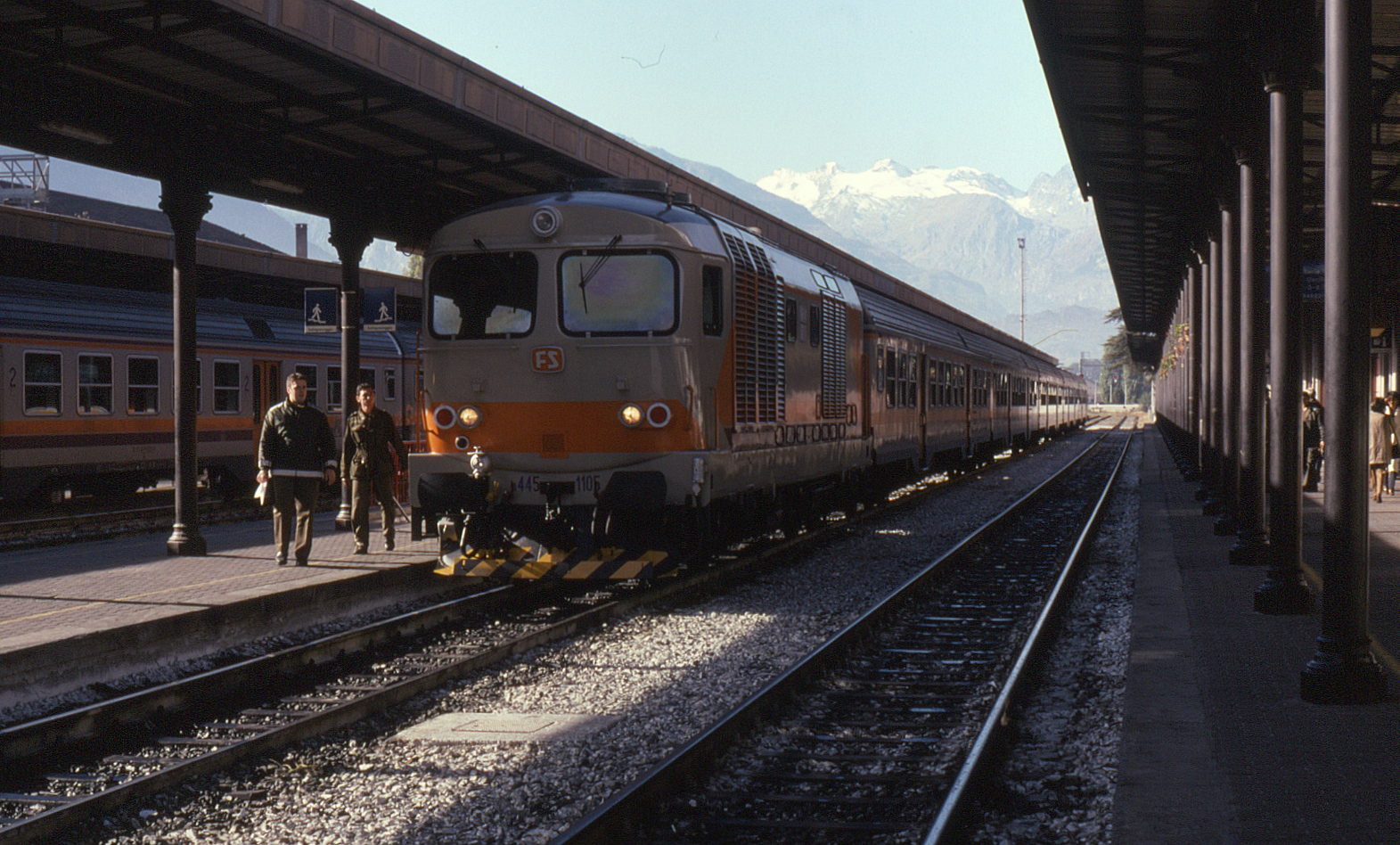
En 1997.
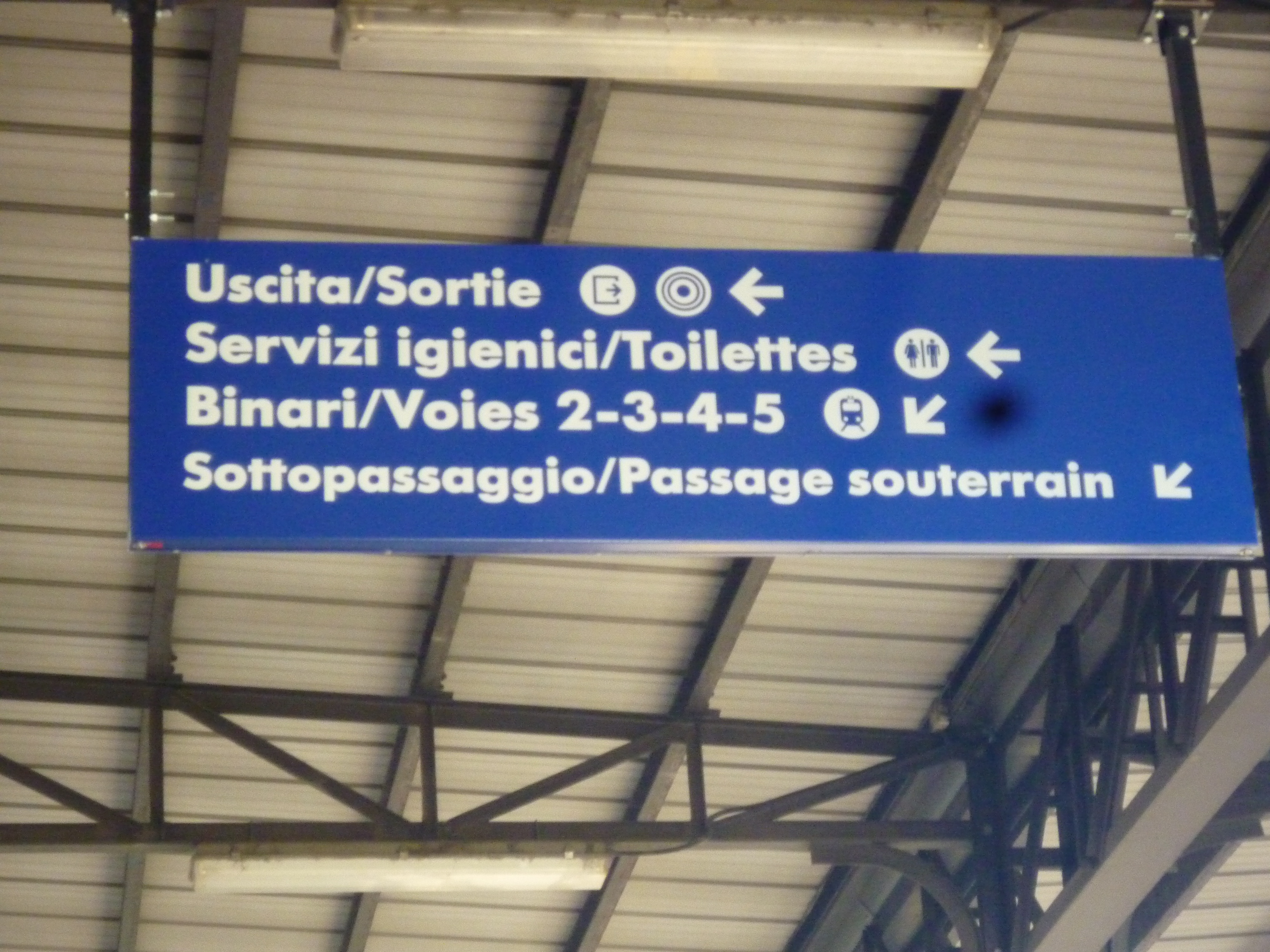
Panneau bilingue
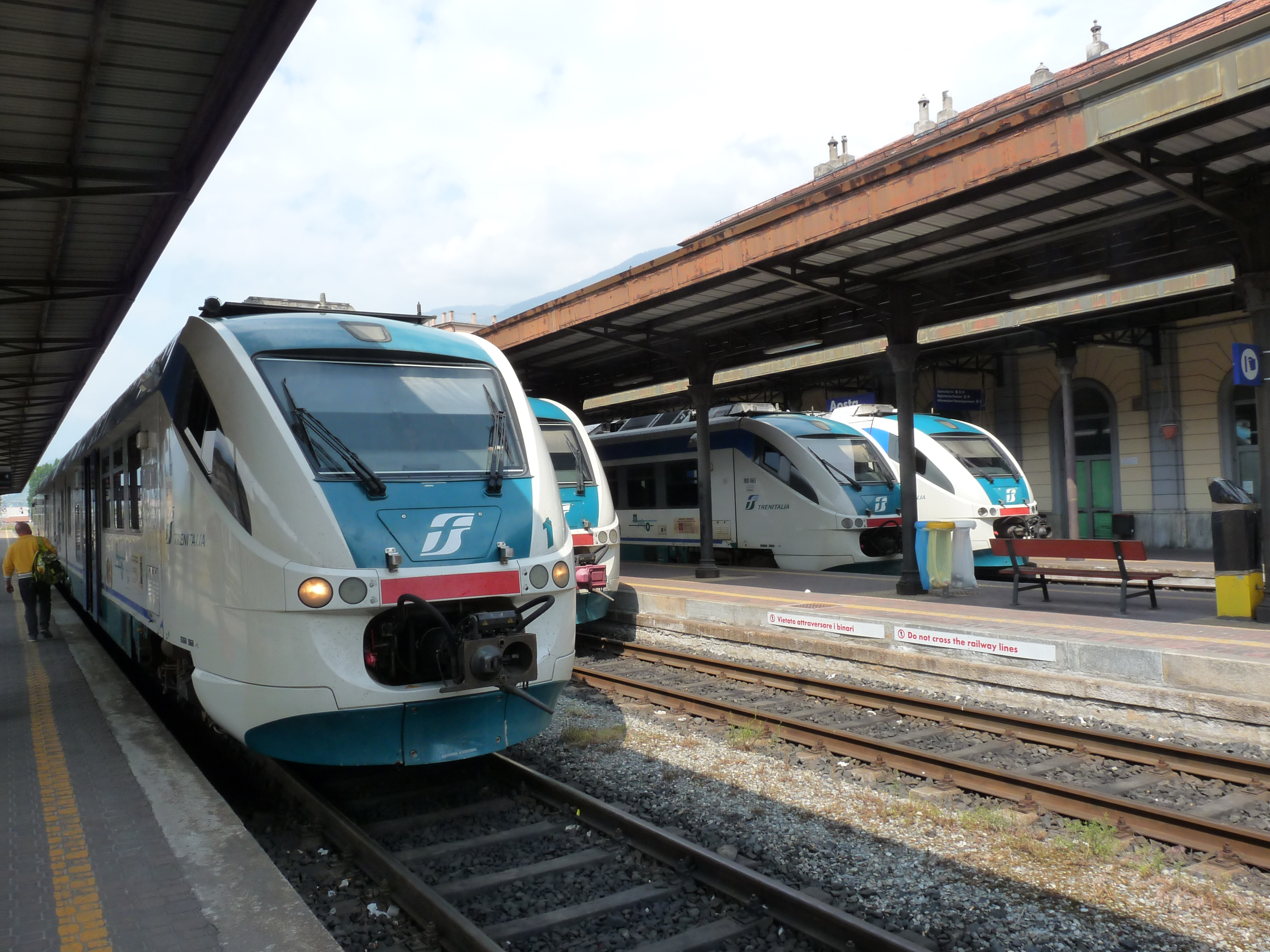
En 2016.

## Service des marchandises
La gare d'Aoste ne possède pas les structures des gares de marchandises. Le seul trafic marchand est représenté par des convois de lauzes, largement utilisées dans le bâtiment au val d'Aoste, et par des convois de déchets, surtout des ferrailles, de l'aciérie Cogne, dont le siège se trouve tout près de la gare.